# Waldebert Devestel
Fernand Devestel, kloosternaam Waldebert (Brugge, 10 juli 1930 – Zelzate, 28 december 2022) was de tiende generaal overste van de Broeders van Liefde.

## Levensloop
Fernand Devestel liep lagere school bij de Broeders van Liefde, in hun drukbezochte volksschool op West-Brugge. Hij trad in bij de Congregatie en werd een van de eerste broeders die een doctorsdiploma behaalde.
In 1967 werd hij vicaris-generaal en werd speciaal belast met de vernieuwing van de statuten van de Congregatie. In 1976 werd hij tot generaal overste verkozen, wat hij zou blijven tot in 2000.
Na 2000 werd hij provinciaal overste voor België en Nederland en directeur van de opleiding van de jonge broeders, in het opleidingshuis van Kruibeke.

## Na het Concilie
Heel wat hervormingen waren het gevolg van het Tweede Vaticaans Concilie. Ook bij de Broeders van Liefde werd nagedacht over nodige hervormingen en modernisering. De Congregatie moest oplossingen vinden voor drie aanslepende problemen:
- De statuten voorzagen in het samengaan van een monastieke levensstijl met caritatieve of educatieve activiteiten. De twee combineren werd in de jachtige moderne tijd steeds moeilijker.
- De gemeenschappelijke regels, zoals ze gecodificeerd waren in Toepassingen en Gebruiken hadden een dergelijke omvang genomen dat het bijna een dagtaak werd om alle voorschriften onder de knie te krijgen. Veel hiervan werd aangevoeld als overbodig of uit de tijd en achterhaald.
- De jongere broeders voelden de beperking aan die op hun intellectuele ontplooiing drukte en het weinige belang dat werd gehecht aan het behalen van universitaire diploma's, daar waar in alle activiteiten die in de congregatie ontwikkeld werden, hogere scholing een noodzaak werd.

Tijdens het algemeen kapittel van 1964 werd een grondige vernieuwing doorgevoerd:
- De navelstreng met de monastieke levenswijze werd doorgeknipt. De gemeenschappelijke gebedsoefeningen en devoties werden tot het strikte minimum beperkt en er werd meer ruimte geschapen voor het persoonlijke gebedsleven.
- De uitgebreide Toepassingen en Gebruiken werden afgeschaft en vervangen door een beperkt aantal voorschriften, voldoende om het communautaire leven te regelen.

Op basis van deze beslissingen werden nieuwe Constituties opgesteld, die op 4 juli 1966 voorlopige goedkeuring verkregen van de Romeinse Congregatie van de religieuzen.
Tijdens de volgende jaren werd aan de verdere uitwerking doorgewerkt. Het kapittel van 1968 en het bijzonder kapittel van 1969 gaf aanleiding tot uiteenlopende visies en soms verwarde discussies. Waldebert Devestel werd belast met een definitieve tekst. Steunend op raad van enkele medebroeders en van externe raadgevers zette hij zich aan het werk. Hij trok de wereld rond om te overleggen met zijn medebroeders en aan de teksten meer vorm te geven. 
De nieuwe teksten werden goedgekeurd binnen de Congregatie, maar het duurde nog tot 24 juni 1986 vooraleer door het Vaticaan het definitieve Decreet van goedkeuring werd afgeleverd.

## Publicatie
- Bouwstenen voor een spiritualiteit in de traditie van de stichter P. J. Triest, Gent, 1982.